# هيرسبروك
هرزبروك (بالألمانية: Hersbruck) هي مدينة وبلدة ألمانية تقع في ألمانيا في منطقة نورنبيرغر لاند. يقدر عدد سكانها بـ 12,426 نسمة .

## المدن التوأمة
مدن سان دانييل ديل فريولي، Lossiemouth وHilterfingen هي مدن توأمة لـهرزبروك.

## أعلام
- غونتر بيكشتاين
- والتر شولتز